# Martial Testard du Cosquer
Pour les articles homonymes, voir Testard.
Martial Testard du Cosquer (1820-1869) fut un archevêque d'Haïti, de 1850 à 1869. Il fut également le premier archevêque de la capitale d'Haïti, Port-au-Prince. 

## Biographie
Monseigneur Martial Testard du Cosquer est né dans une famille d'ancienne bourgeoisie originaire du Gâtinais, issue d'Étienne Testard, sergent royal en 1649, procureur puis bailli du duché de Beaumont-en-Gatinais. *Son fils, maître Étienne Testard (1664-1751), avocat au Présidial de Quimper, établit sa famille en Bretagne.  
Né le 22 septembre 1820 à Lesneven, il est le fils de Benjamin Martial Marie Testard, notaire à Plouguerneau (Finistère), conseiller général, et de Marie Désirée Goury des Tuileries, originaire du château de Kerdoualas en Saint-Urbain (Finistère), mariés à Landerneau en 1819.
Martial Testard du Cosquer, devenu prêtre, crée à Brest (Finistère) le 4 février 1847 la paroisse des Carmes dont il est le curé entre 1847 et 1849. Il crée une rue à Paris, avec l'aide des Pères du Saint-Esprit, le séminaire Saint-Martial. En 1849 il est envoyé, sous les ordres du pape Pie IX, en Haïti pour y devenir évêque. En 1850, l'empereur d'Haïti, Faustin Soulouque, rétablit la fonction de grand-archevêque d'Haïti et l'offre au jeune évêque Martial Testard qui devient le grand représentant de la religion catholique à Haïti. Martial devient grand-archevêque le 10 juin 1864, accompagné d'une quinzaine de prêtres, de trois frères de l'instruction chrétienne de Ploërmel et de six religieuses de l'ordre des Sœurs de Saint-Joseph de Cluny, fondé par Anne-Marie Javouhey. Il doit veiller à l'application du Concordat signé entre le Saint-Siège et l'empire d'Haïti, évangéliser les anciens esclaves et remettre de l'ordre dans la situation religieuse qui se caractérisait alors par l'asservissement complet des ecclésiastiques douteux par le pouvoir politique. Il construisit à Haïti des écoles, un hôpital ainsi que le séminaire Saint-Martial où trois jeunes haïtiens entrent dès 1855. En 1852, Mgr Martial Testard du Cosquer couronne l'empereur Faustin déjà au pouvoir depuis 1849. A la chute de l'empire en 1859, Cosquer conserve sa fonction de grand-archevêque au service du président à vie Fabre Geffard. 

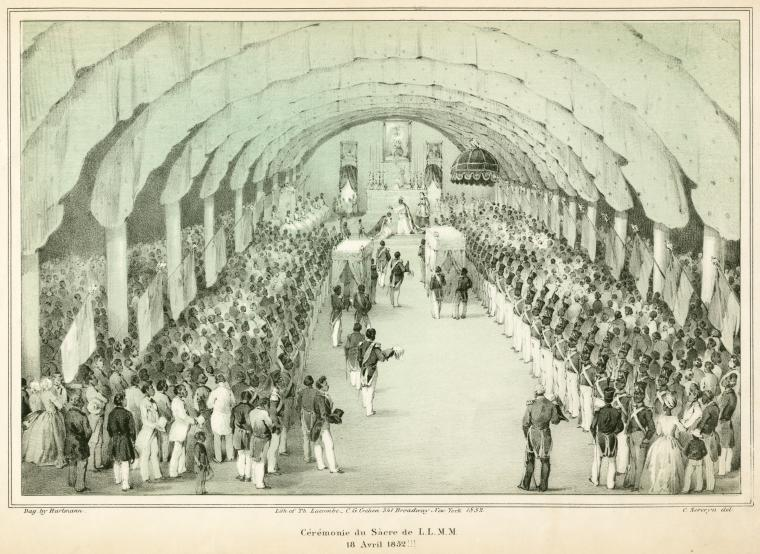
Cérémonie du sacre de l'empereur Faustin, présidé par le grand-archevêque Cosquer.

Sur les 273 missionnaires qui furent envoyés en Haïti entre 1864 et 1884, 113 décédèrent sur place, dont 32 pendant la première année de leur apostolat, en raison des épidémies, de fièvre jaune surtout et de la fatigue excessive. Pendant les dix premières années, la moyenne de vie des missionnaires fut de trois ans. Mgr Martial Testard du Cosquer se heurta aussi à l'hostilité du nouveau gouvernement haïtien à la suite de la révolution survenue en 1867 et fut d'ailleurs destitué et exilé par le président auto-proclamé Sylvain Salnave en 1869, peu avant son décès à Rome le 27 juillet 1869.
Enterré à Lesneven, sa dépouille fut transférée en 1996 au séminaire Saint-Jacques en Guiclan. La fonction de grand-archevêque est rétablie à la suite de la chute du président Salnave et de sa dictature.